# História de Melilha

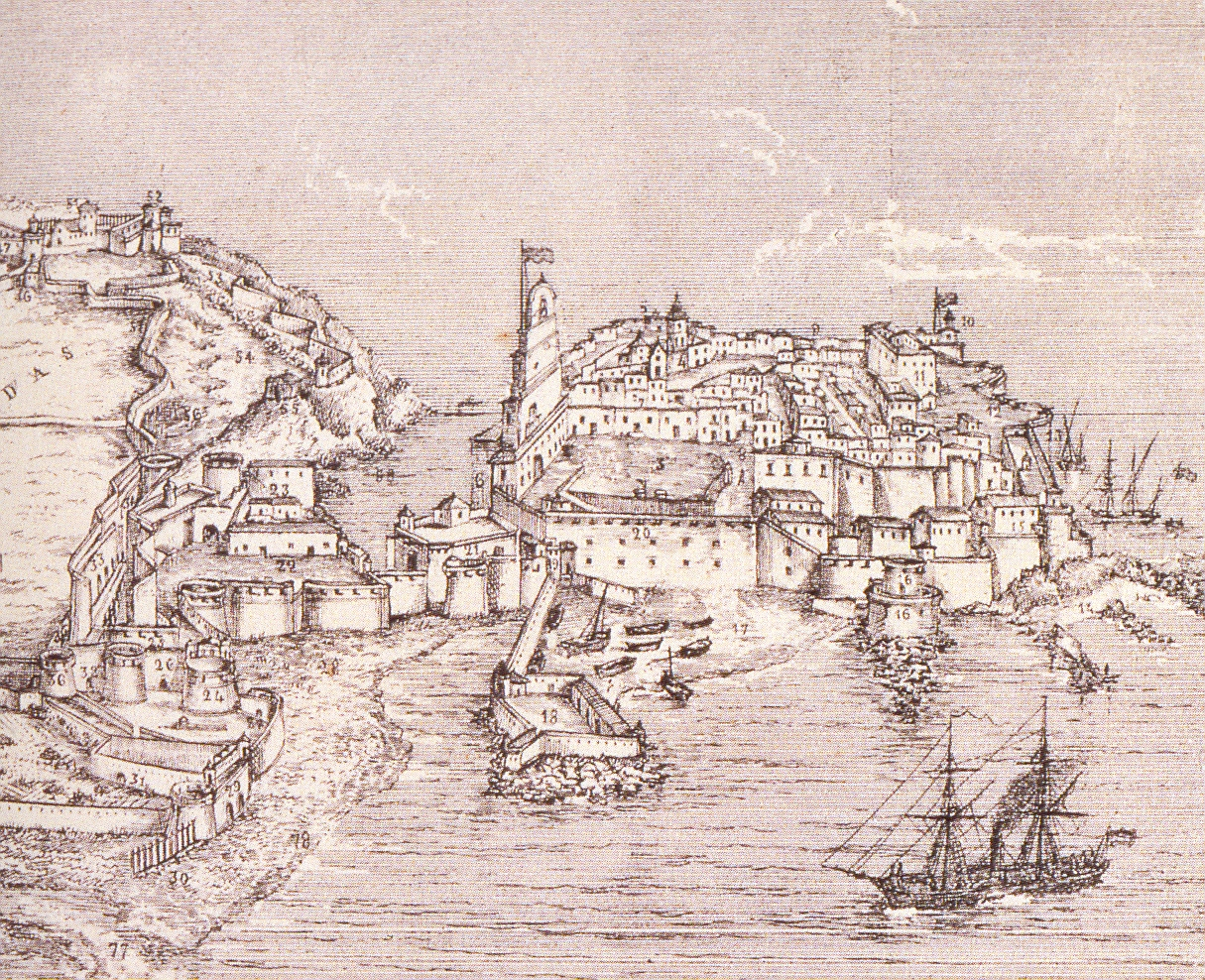
Muralhas fortificadas de Melilha em 1849

A história de Melilha remonta-se ao primeiro milénio a.C., quando os fenícios se estabeleceram na região e fundaram uma cidade chamada Rusadir, que em púnico significa "cabeça imponente". Esta cidade desempenhou um papel estratégico ao longo dos séculos devido à sua localização geográfica favorável no Mediterrâneo.
No século III a.C., Rusadir fazia parte do Império Cartaginês. Após a queda de Cartago, a região passou a ser controlada pelos romanos em 42 a.C., tornando-se parte da província romana da Mauritânia Tingitana, também conhecida como Hispânia Transfretana. Após a queda do Império Romano do Ocidente, a cidade foi dominada pelos visigodos, integrando o reino visigótico da Hispânia.
No século VI, no ano de 534, o imperador bizantino Justiniano I conquistou Melilha e a incorporou ao Império Bizantino. No entanto, em 615, a cidade foi reconquistada pelo rei visigodo Sisebuto. Em 700, o exército muçulmano liderado por Muça ibne Noçáir tomou Rusadir, iniciando a ocupação islâmica da região.
A situação de Melilha permaneceu relativamente estável até 1497, quando a cidade, então abandonada devido aos conflitos com o sultanato de Fez, foi ocupada por Pedro de Estopiñán y Virués, em nome do duque de Medina Sidonia e com o apoio dos Reis Católicos. Esta ocupação marcou o início da era espanhola em Melilha.
No século XVIII, Melilha foi sitiada pelo sultão Maomé III entre 1774 e 1775. No entanto, o cerco fracassou devido à resistência da cidade, liderada pelo comandante geral Juan Sherlock, com o apoio dos britânicos, o que conferiu uma dimensão internacional ao episódio.
Melilha já era reconhecida como enclave espanhol no tratado de paz de 1767. Outros tratados assinados em 1767, 1780 e 1785 mencionavam a cidade no contexto dos acordos de paz entre a Espanha e outras potências europeias e africanas. O território espanhol de Melilha foi oficialmente delimitado pelo tratado de 14 de novembro de 1863, consolidando a posição da Espanha sobre esta enclave estratégica no Norte de África.

## Antiguidade
Os primeiros sinais de ocupação humana em Melilha remontam à Antiguidade, muito antes de a cidade ser fortificada sob o domínio espanhol. Descobertas arqueológicas indicam que a região foi habitada pelos fenícios e, posteriormente, pelos cartagineses. Esses povos, atraídos pela posição estratégica da cidade, provavelmente a usavam como ponto de trânsito comercial e centro de pesca.
A partir do século I a.C., a região passou a ser controlada pelos romanos, marcando o início de um período de integração no império mediterrânico. Melilha, nesse período, fazia parte da província romana de Mauritânia Tingitana, um território que abrangia grande parte do atual norte do Marrocos. Os romanos construíram instalações comerciais e marítimas, aproveitando a posição da cidade para controlar as rotas marítimas no Mediterrâneo.

## Idade Média
A chegada dos árabes e berberes em 711, após a conquista da Espanha pelas forças muçulmanas, deu a Melilha um papel estratégico mais importante. Em 777, a região passou definitivamente para o controle do Califado Idríssida, uma dinastia berbere que exerceu grande influência sobre o comércio mediterrânico e a expansão do islamismo no norte da África. Melilha tornou-se assim um porto próspero, lutando contra os piratas barbarescos, mas também um centro de trocas comerciais com o resto do mundo mediterrâneo.
Em 1497, durante a Reconquista espanhola, Melilha foi capturada pelas tropas da coroa de Castela sob o comando do rei Fernando o Católico. Essa captura fez parte de uma série de expansões espanholas ao longo das costas africanas. A cidade foi fortificada e tornou-se um bastião de defesa contra incursões externas, especialmente contra os otomanos e piratas barbarescos. Foi o início de uma longa história de ocupação espanhola que perduraria até os dias atuais.

## Idade Moderna
O período moderno de Melilha começou no século XVI, quando a cidade se tornou um ponto estratégico para os espanhóis na sua luta contra os piratas barbarescos. Nesse período, os espanhóis reforçaram as fortificações da cidade, construindo muros e torres que resistiriam a vários cercos e ataques nos séculos seguintes.
No século XIX, Melilha tornou-se uma cidade militar de importância capital. Em 1859, durante a Guerra Hispano-Marroquina, o exército espanhol conquistou a cidade de Tânger, e Melilha voltou a ser controlada exclusivamente pela Espanha. Esse conflito marcou um ponto de virada na expansão da esfera de influência espanhola no norte da África. Em 1860, Melilha tornou-se um ponto-chave na defesa das colônias espanholas e permaneceu sob administração espanhola, apesar das tentativas do Marrocos de recuperá-la.

### Conflitos do Século XX e Guerra do Rif
As primeiras décadas do século XX foram marcadas por novos conflitos. Em 1921, Melilha esteve envolvida na Guerra do Rife, um conflito colonial entre as forças espanholas e as tribos berberes do Rif, lideradas por Abd el-Krim. Melilha, localizada próxima ao Rif, tornou-se um importante objetivo militar para os insurgentes. A Batalha de Annual, que resultou em uma derrota espanhola, permanece um dos episódios mais significativos da história militar da cidade.
Durante o século XX, a questão da soberania sobre Melilha tornou-se um ponto de tensão com o Marrocos independente. Embora Melilha fizesse parte do território espanhol, o Marrocos contestou constantemente essa situação, especialmente após sua independência em 1956. Por sua vez, a Espanha manteve sua presença no norte da África e fortaleceu seus laços com a cidade, dotando-a de várias infraestruturas.

## Era Contemporânea
Melilha, assim como sua vizinha Ceuta, tornou-se uma cidade autônoma em 1995, com um status semelhante ao das regiões autônomas espanholas. A cidade desfruta de grande autonomia administrativa, mas continua a ser um tema de debate geopolítico devido à sua posição única no continente africano.
A história contemporânea de Melilha é marcada por trocas culturais e sociais entre suas diversas comunidades, especialmente a população de origem espanhola, os berberes e os árabes. A cidade continua a se desenvolver, mas também permanece um ponto de atrito geopolítico com o Marrocos, que reivindica a soberania sobre as duas cidades espanholas, Melilha e Ceuta.